# Mittelstands- und Wirtschaftsunion

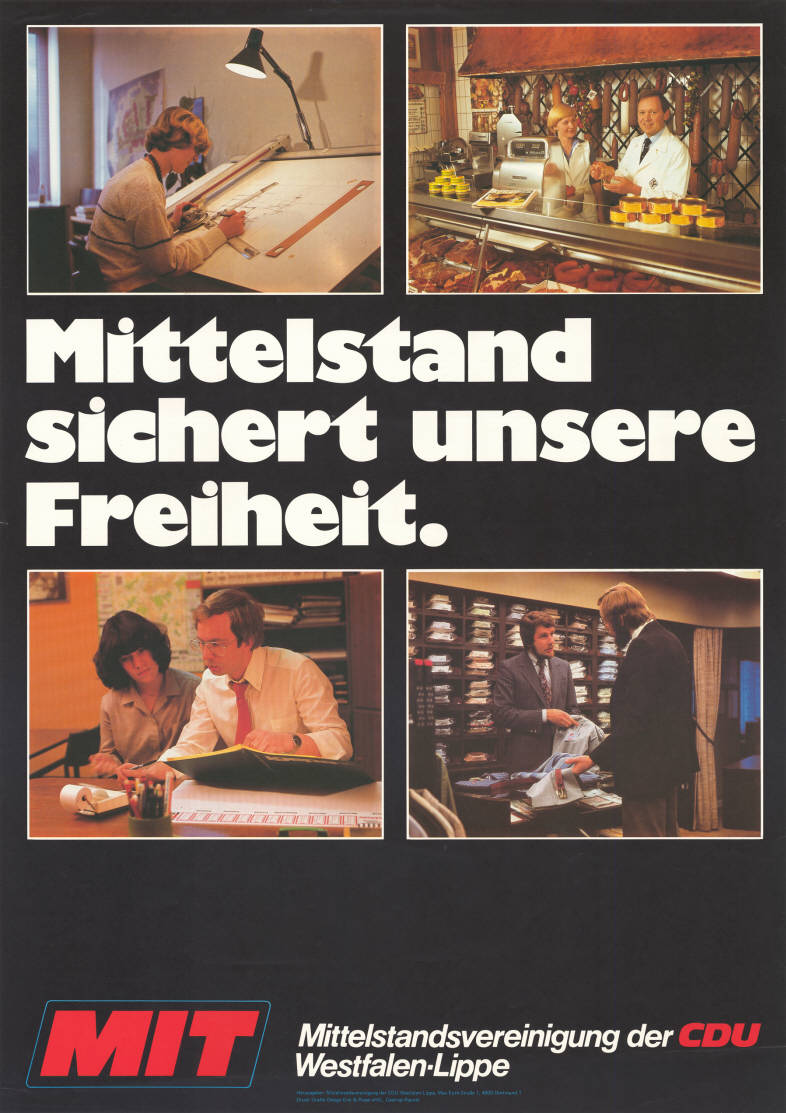
Älteres Plakat der Mittelstandsvereinigung der CDU Westfalen-Lippe

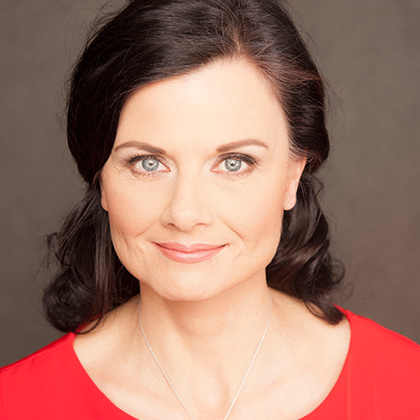
Bundesvorsitzende Gitta Connemann

Die Mittelstands- und Wirtschaftsunion (MIT) (bis 27. September 2019: Mittelstands- und Wirtschaftsvereinigung der CDU/CSU) ist eine Vereinigung der Unionsparteien und ist zugleich die innerparteiliche Interessenvertretung der Unternehmer, Selbständigen und Freiberufler. Bundesvorsitzende ist seit Dezember 2021 die CDU-Bundestagsabgeordnete Gitta Connemann.

## Geschichte
Nachdem es bereits seit 1949 diverse Zusammenschlüsse der mittelständischen Wirtschaft innerhalb von CDU und CSU gegeben hatte, bildeten sich parallel in beiden Parteien 1954 der Mittelstandsausschuss der CSU sowie der Unterausschuss für Mittelstandsfragen der CDU. Diese wurden unter dem mittelstandspolitischen Sprecher Kurt Schmücker zu einem Gemeinschaftsausschuss zusammengefasst, der seinen Sitz in Bonn hatte. Aus diesem Ausschuss ging 1956 die Mittelstandsvereinigung hervor. Ihr wurde auf dem CDU-Bundesparteitag der Status einer eigenständigen Vereinigung zuerkannt. 1995 schloss sich diese Mittelstandsvereinigung mit der Wirtschaftsvereinigung zusammen. Der 14. Bundesmittelstandstag am 27. September 2019 beschloss die Änderung des Namens auf „Mittelstands- und Wirtschaftsunion“. Das Kürzel MIT wurde beibehalten.
Die Mittelstands- und Wirtschaftsunion versteht sich als der organisatorische Zusammenschluss von mittelständischen und wirtschaftspolitisch interessierten Personen wie Gewerbetreibende, Handwerker, Unternehmer, Angehörige der Freien Berufe sowie von in der Wirtschaft, Wissenschaft und Verwaltung verantwortlich tätigen Leistungsträgern.
Die MIT setzt sich nach eigenen Angaben für eine „Soziale Marktwirtschaft“ nach dem Verständnis von Ludwig Erhards ein. Damit meint die MIT eine freiheitliche Wirtschafts- und Gesellschaftsordnung auf der Grundlage von Eigeninitiative und Eigenverantwortung.
Im Parlamentskreis Mittelstand (PKM) innerhalb der Bundestagsfraktion von CDU und CSU setzen sich 161 Abgeordnete (Stand Juni 2018), viele von ihnen in führenden Funktionen, für die Lösung mittelständischer Probleme ein. Darüber hinaus wirkt der PKM als Verbindungsorgan der CDU/CSU-Bundestagsfraktion zu den mittelständischen Organisationen, insbesondere den Kammern und Verbänden der mittelständischen Wirtschaft sowie der MIT.
Die MIT veröffentlicht sechsmal im Jahr ihre Mitgliederzeitschrift Mittelstandsmagazin.

## Landesverbände

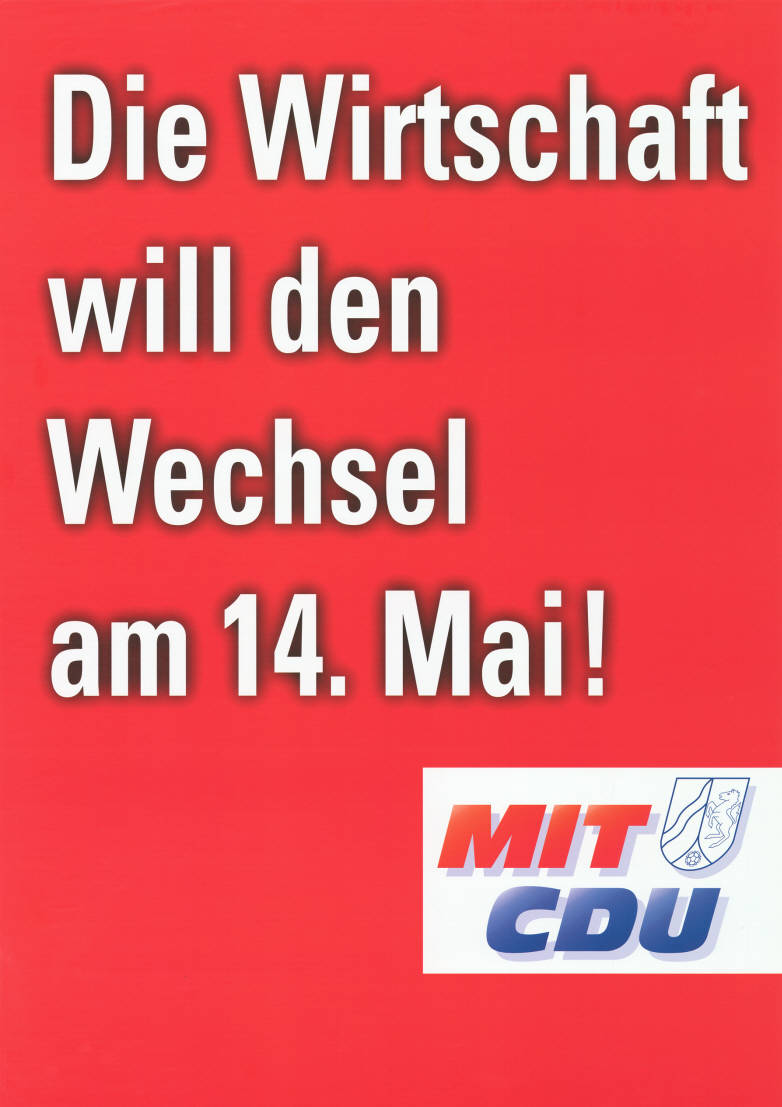
Plakat der MIT zur Landtagswahl in Nordrhein-Westfalen 2000

Die Mittelstands- und Wirtschaftsunion ist eine gemeinsame Organisation von CDU/CSU, jedoch trägt der bayrische Landesverband den Namen Mittelstands-Union und ist eine Arbeitsgemeinschaft der CSU.
Die Landesverbände sind teils weiter untergliedert in Bezirks-, Kreis-, Stadt- sowie Ortsverbände. Des Weiteren existieren Auslandsverbände in Belgien, Österreich und der Schweiz.
| Landesverband               | Landesvorsitzende     | Mitglieder |
| --------------------------- | --------------------- | ---------- |
| Baden-Württemberg           | Bastian Atzger        | 2664       |
| Bayern (Mittelstands-Union) | Sebastian Brehm       | 4012       |
| Berlin                      | Christian Gräff       | 881        |
| Brandenburg                 | Uwe Feiler            | 356        |
| Bremen                      | Thomas Ventzke        | 76         |
| Hamburg                     | Götz T. Wiese         | 215        |
| Hessen                      | Marco Reuter          | 1951       |
| Mecklenburg-Vorpommern      | Dorin Müthel-Brenncke | 249        |
| Niedersachsen               | Holger Bormann        | 4586       |
| Nordrhein-Westfalen         | Angela Erwin          | 6063       |
| Rheinland-Pfalz             | Gereon Haumann        | 727        |
| Saarland                    | Shajan Aliyazdi       | 351        |
| Sachsen                     | Nora Seitz            | 499        |
| Sachsen-Anhalt              | Harald Kremer         | 414        |
| Schleswig-Holstein          | Stefan Lange          | 673        |
| Thüringen                   | Steffen Peschke       | 372        |

## Bundesvorsitzende und Geschäftsführung
| Beginn | Ende | Bundesvorsitzende |
| ------ | ---- | ----------------- |
| 1956   | 1970 | Kurt Schmücker    |
| 1970   | 1977 | Egon Lampersbach  |
| 1977   | 1987 | Gerhard Zeitel    |
| 1987   | 1993 | Elmar Pieroth     |
| 1993   | 1996 | Klaus E. Bregger  |
| 1996   | 1997 | Hansjürgen Doss   |
| 1997   | 2005 | Peter Rauen       |
| 2005   | 2013 | Josef Schlarmann  |
| 2013   | 2021 | Carsten Linnemann |
| 2021   |      | Gitta Connemann   |

Von 2014 bis 2022 war der CDU-Politiker Thorsten Alsleben Hauptgeschäftsführer der MIT. Seit dem 1. Mai 2023 nimmt Fabian Wendenburg dieses Amt wahr.